# كونستانتين ناشك
كونستانتين ناشك (10 فبراير 1975 بتالين في إستونيا - ) هو لاعب كرة قدم إستوني في مركز الوسط. لعب مع ليفاديا تالين ونادي انفونت تالين وFC Jokerit ‏ وFC Torpedo Minsk ‏ وKSK Vigri Tallinn ‏ وJK Tallinna Sadam ‏ وViljandi JK Tulevik ‏.

## روابط خارجية
- كونستانتين ناشك على موقع اتحاد إستونيا (الإنجليزية)
- كونستانتين ناشك على موقع قاعدة بيانات كرة القدم.إي يو (الإنجليزية)
- كونستانتين ناشك على موقع Soccerway.com (الإنجليزية)